# Regatul Bosforului
Regatul Bosforului / Regatul Bosforan / Regatul Bosporan a fost un regat grec antic stabilit pe malurile Bosforului Cimmerian, denumirea antică a actualei strâmtori Kerci, care leagă Pontul Euxin (actuala Marea Neagră) de lacul Meotid (actuala Marea Azov), și pe teritoriul  Tauridei. A fost întemeiat în secolul al V-lea î.Hr. de către dinastia Arheanactizilor. Spartocizii le-au succedat din 438 î.Hr. până prin 110 î.Hr. Regatul a intrat apoi în posesia lui Mitridate al VI-lea din Pont, înainte de a-și afla autonomia, sub protectoratul Imperiului Roman. S-a prăbușit sub atacurile ostrogoților și apoi ale hunilor, la jumătatea secolului al IV-lea.

## Etimologie
Numele Bosfor semnifică „strâmtoare” și provine din cuvintele vechi grecești bous (sau buzō), „a strânge”, și poros, „trecere”.

## Istorie

### Influența greacă

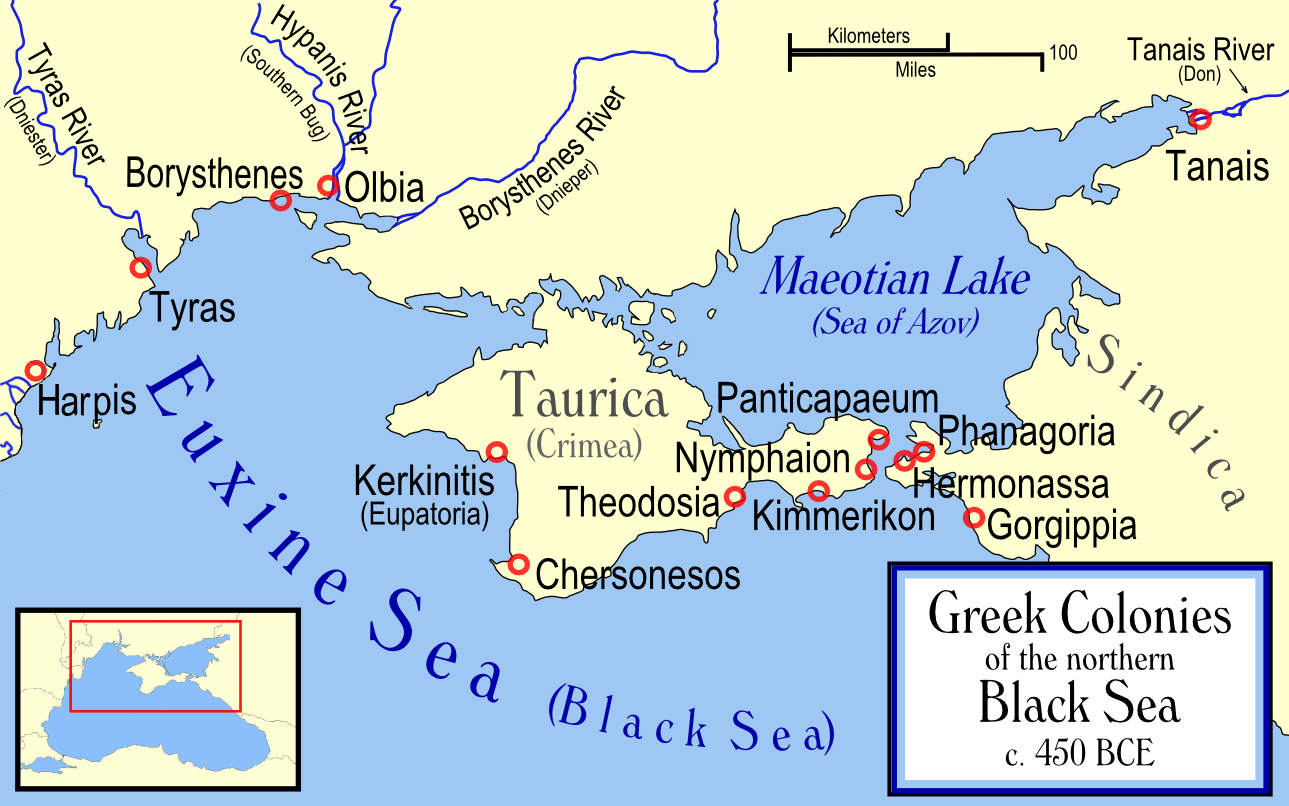
Colonii grecești de la Marea Neagră (între care Panticapeea, Nymfeon, Kimmerikon, Theodosia, Hersonesos, Fanagoria, Hermonassa, Gorgippia și Tanais).

Istoria acestui regat este destul de puțin cunoscută, pe perioada de dinainte de secolul al V-lea. La fondarea cetăților, contactele cu triburile băștinașe erau pașnice, ceea ce a permis dezvoltarea rapidă a relațiilor acestor noi orașe cu restul lumii grecești.

### Războaiele medice
Cetățile care, spre sfârșitul secolului al VI-lea, au luat partea perșilor în decursul expediției lui Darius I (522 î.Hr. – 486 î.Hr.) împotriva sciților, au fost asediate de aceștia din urmă și, pentru unele, distruse. Ca urmare, la începutul secolului al V-lea, mai multe poleis-uri (cetăți-orașe) din regiunea Bosforului Cimmerian s-au grupat sub dominația dinastiei Arheanactizilor. Specialiștii presupun că ostilitatea unora dintre sciți a fost cauza. Această dinastie a fost înlocuită de către cea a Spartocizilor în 438 î.Hr./437 î.Hr.. Regatul a întreținut strânse relații comerciale cu cetățile grecești, îndeosebi cu Atena, furnizându-i acesteia mari cantități de cereale, dar și sclavi, mătase, piei și scrumbii afumate, importând în schimb vin, ulei, măsline, argint, obiecte de lux.

### Dinastia Spartocizilor
Potrivit lui Diodoros din Sicilia, în 438 î.Hr. / 437 î.Hr. regele Spartokos I (sau Spartakos sau Spartocus), a luat puterea din mâinile Arheanactizilor și s-a instalat la Panticapeea, pe care a stabilit-o nouă capitală a regatului. De acolo, el a putut controla trecerea dintre Palusul Meotid și Pontul Euxin, fapt care a mărit rapid importanța regatului său, orașele grecești având, în mod constant, din acel moment ambasadori pe lângă el. Dinastia Spartocizilor a durat mai mult de trei secole. Lui Spartakos I i-au succedat Seleucos și Satyros I, care au domnit conjunct, apoi Satyros I singur, până la moartea sa.
Schimburile economice se făceau mai ales cu Atena. Exporturile regatului Bosforului se sprijineau îndeosebi pe grâu și pește. Importurile priveau ceramica, vinul, uleiul și metalul. Importanța ateniană în regatul Bosforului se manifesta și prin privilegiile fiscale și comerciale acordate de regii Bosforani Atenienilor și Atenei, precum și prin participarea nobililor la Panticapeea la cheltuielile festive sau politice ale Atenei. Regatul Bosforan s-a extins, puțin câte puțin, nu atât prin cuceriri, cât prin prestigiul și prosperitatea sa, elenizarea popoarelor zise « barbare », precum meoții, toreții (toreatae) și alți sciți, fiind principala pârghie de extindere. Sciții doritori de îmbogățire imigrau numeroși la Atena unde erau însărcinați cu menținerea ordinii publice, fiind pentru aceasta hrăniți și plătiți de cetate. Odată întorși acasă cu economiile strânse, deveneau la rândul lor factori de elenizare.

### Perioada pontică
Regatul Bosforului a devenit posesie a regelui pontic grec Mitridate al VI-lea din Pont...

### Perioada romană
Regatul Bosforului a devenit client al imperiului Roman...

## Galerie de imagini

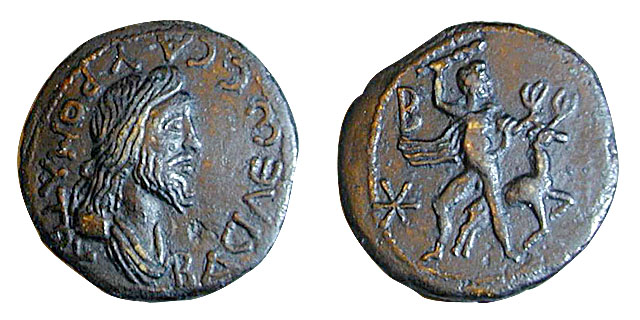
Monedă de bronz emisă sub Sauromates al II-lea (c.172 - 211)

### Izvoare primare
- Diodorus Siculus, Bibliotheca historica, XII, 31.

### Izvoare secundare
- de  Jochen Fornasier and Burkhard Böttger, Das Bosporanische Reich, Mainz 2002, ISBN 3-8053-2895-8.
- en ru uc  Bulletin of the Odessa Numismatics Museum
- en   R. D. Barnett,  The Sea Peoples dans The Cambridge Ancient History, vol. II, partie 2, 1975.
- fr   G. Kochelenko et V. Kouznetsov, « La colonisation grecque du Bosphore Cimmérien », dans Lordkipanidzé.
- en  Michel Rostovtzeff, Pontus, Bithynia and the Bosporus, Annual of the British School at Athens, 22, 1916-1918.
- de  Mikhail Ivanovich Rostovtzeff, V. I. Zuev, Skythien und der Bosporus, vol. II: Wiederentdeckte Kapitel und Verwandtes, Franz Steiner, Stuttgart, 1993 (ISBN 3515063994)

- fr  Pauline Schmitt-Pantel et Claude Orrieux, Histoire grecque, PUF, 2004.
- en   Neal Ascherson,  Black Sea, New Ed, 1996.
- fr   Christel Müller, D'Olbia à Tanaïs. Territoires et réseaux d'échanges dans la mer Noire septentrionale aux époques classique et hellénistique, Paris, 2010.

### Articole conexe
- Taurida
- Crimeea